# Jonathan Moore
Jonathan Moore (* 5. června 1977 Stanford, Kalifornie) je americký spisovatel, autor thrillerů a detektivních románů. Jeho knihy byly přeloženy do 12 jazyků, byl nominován na Edgarovu cenu a Hammettovu cenu.

## Život a dílo
Žije a pracuje na Havaji, je advokátem havajské firmy Kobayashi, Sugita & Goda v Honolulu. Před dokončením právnické fakulty v New Orleans žil na Tchaj-wanu, kde vlastnil restauraci. Organizoval výlety na divokých raftech po Rio Grande a pracoval jako vyšetřovatel obhájce v trestním řízení ve Washingtonu, DC. Byl také učitelem angličtiny, poradcem v táboře v divočině pro mladistvé delikventy a autorem učebnic.
Publikovat začal v roce 2013 knihou Redheads, za kterou byl v kategorii Vynikající počin nominován na cenu Brama Stokera. Postupně napsal knihy Close Reach (2014), The Poison Artist (2016), The Dark Room (2017), The Night Market (2018), Blood Relations (2019). Za knihu Blood Relations byl nominován na Edgarovu cenu a Hammettovu cenu.